# 何舜賓
何舜賓（1427年—1498年），字穆之，號醒庵，浙江蕭山縣人，明朝政治人物。成化己丑進士，官監察御史。晚年遣戍歸鄉，被知縣羅織罪名害死。

## 生平
成化四年（1468年）戊子科浙江鄉試第十五名舉人。成化五年（1469年）中式乙丑科進士。歷官南京湖廣道監察御史，坐事遣戍廣西慶遠。遇赦歸鄉，與蕭山知縣鄒魯交惡。鄒魯誣其為逃回，下獄解送廣西，並命心腹追至江西餘干縣昌國寺，將其害死。

## 家族
曾祖父何禮四，祖父何善亨，父何璧。